# Hypocoela angularis
Hypocoela angularis là một loài bướm đêm trong họ Geometridae.